# Polana quadripunctata
Polana quadripunctata är en insektsart som beskrevs av Carl Stål 1862. Polana quadripunctata ingår i släktet Polana och familjen dvärgstritar. Inga underarter finns listade i Catalogue of Life.